# Leodagger

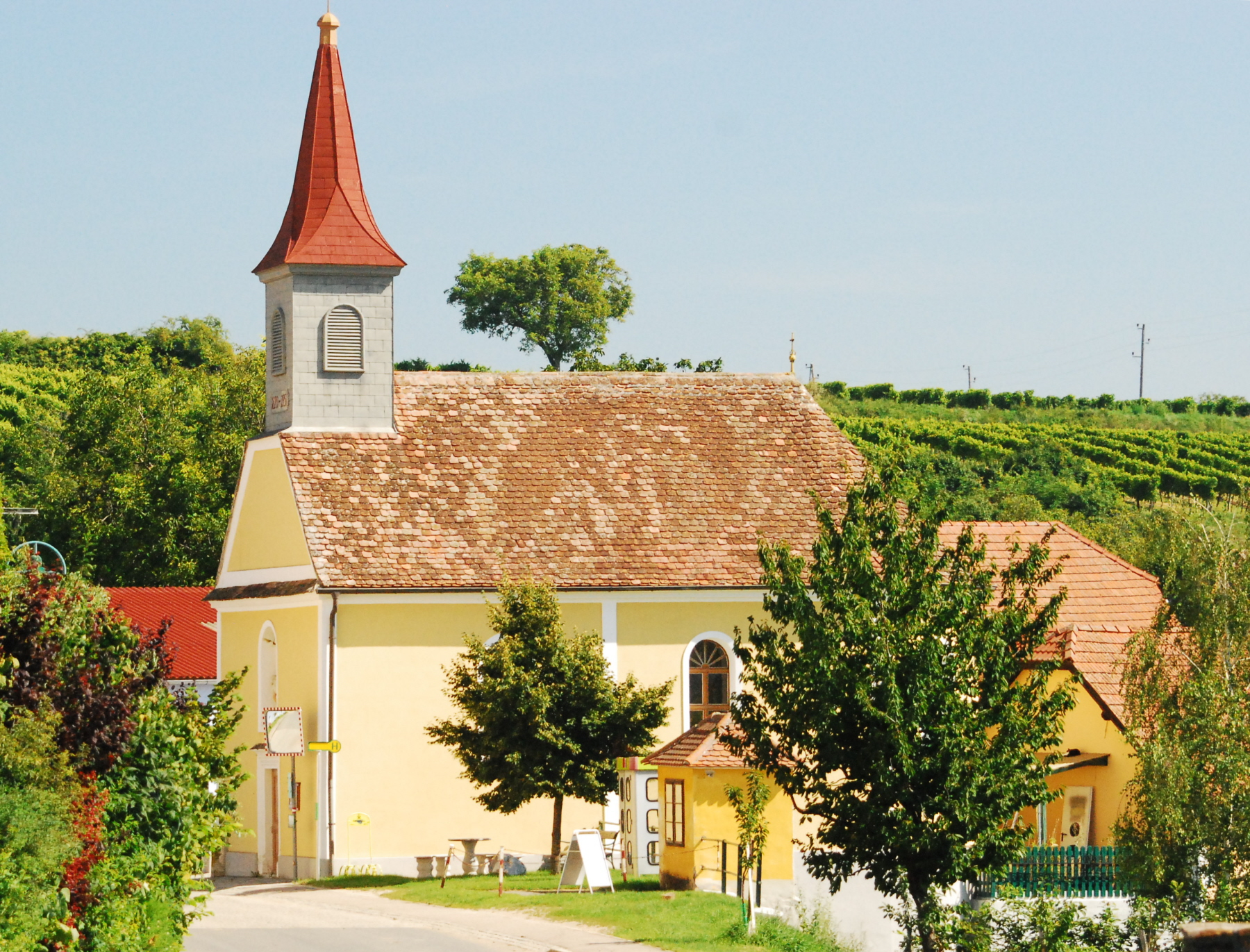
Ortskapelle Leodagger

Leodagger ist ein Dorf, eine Ortschaft und eine Katastralgemeinde im Norden der Stadtgemeinde Pulkau im Bezirk Hollabrunn in Niederösterreich. Die Ortschaft hat 85 Einwohner (Stand 1. Jänner 2024). Bis Ende 1970 war Leodagger eine eigenständige Gemeinde.

## Geschichte
Der Ort wurde 1162 urkundlich genannt. 1323 wurde im Ort ein Frauenkloster hl. Klara gegründet und 1586 wieder aufgelassen.
Laut Adressbuch von Österreich waren im Jahr 1938 in der Ortsgemeinde Leodagger ein Gemischtwarenhändler, ein Schmied und einige Landwirte ansässig.
Mit 1. Jänner 1971 wurden im Zuge der Niederösterreichischen Kommunalstrukturverbesserung die bis dahin selbständigen Gemeinden Leodagger und Rohrendorf an der Pulka nach Pulkau eingemeindet.

## Verbauung
Das Straßendorf hat eine geschlossene Verbauung mit Zwerch- und Streckhöfen, im Kern meist aus dem 16. und 17. Jahrhundert.

## Kultur und Sehenswürdigkeiten
- Katholische Ortskapelle Leodagger hl. Petrus und hl. Paulus
- Kalenderstein von Leodagger